# Prazepam
Prazepam (Prazepamum, Demetrin) – organiczny związek chemiczny, pochodna 1H-benzo[e][1,4]diazepiny.
Prazepam jest lekiem benzodiazepinowym o działaniu anksjolitycznym (przeciwlękowym), posiada także właściwości przeciwdrgawkowe, miorelaksacyjne, słabe działanie nasenne. Lek ten wolno wchłania się z przewodu pokarmowego osiągając maksymalne stężenie we krwi dopiero po około 6 godzinach, jego działanie utrzymuje się do 24 godzin. Dość dobrze tolerowany w podeszłym wieku.

## Działania niepożądane
- depresja
- zmiany nastroju
- osłabienie lub zmęczenie
- trudności w zasypianiu
- bóle głowy
- zawroty głowy
- nudności, wymioty

## Preparaty
- Demetrin (Gödecke/Parke-Davis) tabletki[2]
- Demetrin (Parke-Davis) tabletki[2]
- Lysanxia (Parke-Davis) tabletki, fiolki[2]
- Mono Demetrin (Gödecke/Parke-Davis) tabletki[2]